# Slow (Kylie Minogue)
Slow è una canzone synth pop registrata dalla cantautrice australiana Kylie Minogue, contenuta nel suo nono album in studio Body Language. È inclusa nel suo terzo Greatest Hits, Ultimate Kylie, e nel sesto, The Best of Kylie Minogue . Scritta da Kylie Minogue, Dan Carey, Emilíana Torrini e prodotta da Sunnyroads, la canzone è il singolo di lancio dell'album ed è stata pubblicata il 3 novembre 2003.
Slow ha ricevuto recensioni molto positive dai critici e dai fan, che hanno trovato nel singolo una forte differenza dai precedenti nel suono e nello stile. Slow è stata marcata anche come la migliore canzone dell'album, e spesso anche di Kylie. Slow è stata nominata ai 47° Grammy Award nella categoria Miglior Canzone Dance. Slow ha riscontrato un grande successo commerciale, arrivando in prima posizione nella nativa Australia, in Danimarca, Spagna e nel Regno Unito. Ha ottenuto buoni risultati anche in altri Paesi, entrando in top ten in Finlandia, Ungheria, Norvegia, Irlanda, Canada, Nuova Zelanda e Germania. Ha avuto meno successo nella Billboard Hot 100, fermandosi alla #93, ma è arrivata alla prima posizione della Hot Dance Club Songs, diventando la terza canzone di Kylie a riuscire ad arrivarci.
Il video musicale è stato girato a Barcellona, in Spagna. Esso mostra Kylie sdraiata vicino ad una piscina, circondata da un cast seminudo, sdraiato di pancia o di fianco, che si mette in varie pose. Slow è stata cantata dal vivo durante molti tour della cantante, come lo Showgirl: The Greatest Hits Tour ed il KylieX2008. Kylie ha affermato che Slow è la canzone più bella che abbia inciso.

## Produzione e composizione
Slow è stata scritta da Kylie Minogue, Dan Carey ed Emilíana Torrini, venendo prodotta da Sunnyroads. È stata pubblicata come singolo di lancio del suo decimo album, Body Language, il 3 novembre 2003. Il titolo dell'album è anche un riferimento alla canzone, siccome nel testo Kylie dice Read my, Body Language (Leggi il mio, linguaggio del corpo).
Dal punto di vista musicale, Slow è una canzone synth pop, in cui compaiono elementi di elettropop e dance pop. Secondo Dusk411, la canzone è una "metodica, canzone dance anni ottanta." Nel testo, la canzone parla di Kylie in un pub alla ricerca di un ragazzo che ha incontrato li in precedenza Dusk411 ha poi commentato il contenuto del testo: "Crea molta energia sessuale. Il testo diventa erotico e sensuale, senza dire niente di volgare." Secondo Ethan Brown del The New York Post, la canzone è "calda e radiante, e, alla fine, sembra quasi che le onde del suono quasi sorpassino Kylie, l'effetto è qualcosa di simile, - per prendere in prestito una frase di Aphex Twin - un "bagnoshiuma analogico""

## Informazioni generali
Slow è il primo singolo in uscita del nono album studio di Kylie Minogue. Il pezzo è una traccia elettronica in cui vi è la mano dell'artista islandese Emilíana Torrini. Inizialmente il primo singolo doveva essere City Games, poi escluso anche dall'album in favore di Slow.
Ha avuto notevole successo in tutto il mondo, esordiendo alla numero uno in Inghilterra ed in Top10 di più di 20 paesi contemporaneamente, andando direttamente alla #4 nella classifica mondiale singoli. Ha venduto fino al 2004 più di 2,5 milioni di copie. La celebre rivista musicale Rolling Stone descrive il pezzo come "una gemma musicale in stile Prince", mentre Popmatters, tabloid inglese, lo descrive come uno dei migliori e più seducenti pezzi della cantante. In America riesce ad entrare nella Billboard Hot100, seppur senza grandissimi risultati, mentre debutta al numero uno della classifica dance americana.

## Video
Il video musicale del singolo, diretto da Baillie Walsh, è stato girato durante un periodo di tre giorni nella città spagnola di Barcellona, alla Piscina Municipal de Montjuïc. I primi due giorni sono stati posticipati a causa della violenta pioggia, ma il video è stato completato alla fine del terzo giorno. Il video si apre con un uomo che si tuffa da un trampolino. Appena egli esce dalla piscina, il resto del video si concentra su Kylie, che si trova al bordo di una piscina affollata da uomini e donne. Ci sono vari punti di vista di Kylie, di lato e dall'alto, mentre canta la canzone.

## Esibizioni dal vivo
Kylie ha cantato la canzone durante tutti i tour seguenti alla pubblicazione di Slow, ossia:
- Showgirl: The Greatest Hits Tour
- Showgirl Homecoming Tour
- For You, for Me
- KylieX2008
- Aphrodite: Les Folies
- Kiss Me Once Tour
- Golden Tour
- Summer 2019
- More Than Just a Residency
- Tension Tour

La canzone è stata cantata anche durante il concerto Money Can't Buy e Infinite Disco.

## Cover
- Bell X1 in Even Better than the Real Thing Vol. 2
- Mayer/Aguayo in Kompakt: Total 6
- Tricky in Knowle West Boy

## Formati e tracce
CD singolo 1
1. Slow - 3:15
2. Sweet Music - 4:08
3. Slow (Medicine 8 Remix) - 6:57

CD singolo 2
1. Slow - 3:15
2. Soul On Fire - 3:32
3. Slow (Radio Slave Mix) - 10:27
4. Slow (Synth City Remix) - 5:50

CD singolo Giapponese
1. Slow - 3:15
2. Soul On Fire - 3:32
3. Slow (Medicine 8 Remix) - 6:57
4. Slow (Radio Slave Remix Edit) - 6:34
5. Slow (Extended Mix) - 6:25

EP digitale Americano
1. Slow (Acapella) - 3:01
2. Slow (Chemical Brothers Remix) - 3:55
3. Slow (Extended Instrumental) - 6:25
4. Slow (Extended Mix) - 6:25
5. Slow (Medicine 8 Remix) - 6:56
6. Slow (Radio Slave Remix) - 6:34
7. Slow (Synth City Remix) - 5:49

## Classifiche
| Paese (2003)          | Posizione massima |
| --------------------- | ----------------- |
| Australia             | 1                 |
| Danimarca             | 1                 |
| Romania               | 1                 |
| Spagna                | 1                 |
| Regno Unito           | 1                 |
| Belgio                | 1                 |
| Brasile               | 1                 |
| Croazia               | 1                 |
| Hong Kong             | 1                 |
| Israele               | 1                 |
| Slovenia              | 1                 |
| Europa                | 2                 |
| Finlandia             | 3                 |
| Grecia                | 3                 |
| Norvegia              | 4                 |
| Taiwan                | 4                 |
| Irlanda               | 5                 |
| Italia                | 6                 |
| Canada                | 6                 |
| Paesi Bassi           | 8                 |
| Germania              | 8                 |
| Belgio                | 9                 |
| Nuova Zelanda         | 9                 |
| Svezia                | 16                |
| Svizzera              | 18                |
| Austria               | 20                |
| Giappone              | 26                |
| Perù                  | 33                |
| Francia               | 45                |
| Messico               | 61                |
| Stati Uniti (Dance)   | 1                 |
| Stati Uniti (Airplay) | 7                 |
| Stati Uniti (Pop)     | 77                |
| Stati Uniti           | 93                |

### Classifiche di fine anno
| Paese (2003-2004)   | Posizione |
| ------------------- | --------- |
| Australia           | 59        |
| Regno Unito         | 74        |
| Stati Uniti (Dance) | 9         |
| Italia              | 44        |

## Date di pubblicazione
| Paese       | Data             | Etichetta  |
| ----------- | ---------------- | ---------- |
| Regno Unito | 3 novembre 2003  | Parlophone |
| Giappone    | 10 novembre 2003 | Parlophone |
| Francia     | 10 novembre 2003 | Parlophone |
| Canada      | 13 gennaio 2004  | Capitol    |